# Jodeci
Jodeci est un quatuor new jack swing et R&B de Charlotte (Caroline du Nord, États-Unis) actif dans les années 1990. Le nom du groupe est la combinaison des noms des membres du groupe : Jo pour Joel "Jo-Jo" Hailey, De des frères DeGrate, et Ci pour Cedric "K-Ci" Hailey. 
La particularité de ce groupe, en concurrence à l'époque avec les Boyz II Men, a été le fait d'utiliser des instruments en live pour les compositions. Par ailleurs, Donald "DeVante Swing" DeGrate est un multi-instrumentiste qui a largement contribué à la sonorité si particulière du groupe avec des nappes de claviers[Quoi ?], l'utilisation du vocoder, et la quasi absence de samples. Ce style a fait école pour de nombreux groupes de R&B.
Par la suite, "K-Ci" et "Jo-Jo" ont continué en duo et sorti quatre albums ensemble.

## Membres
- Donald "DeVante Swing" DeGrate, le fondateur du groupe, né le 24 septembre 1969
- Dalvin "Mr. Dalvin" DeGrate, né le 23 juillet 1971
- Cedric "K-Ci" Hailey, né le 2 septembre 1969
- Joel "Jo-Jo" Hailey, né le 10 juin 1971

## Discographie
- 1991 : Forever My Lady
- 1993 : Diary of a Mad Band
- 1995 : The Show, The After Party, The Hotel
- 2005 : Back to The Future: The Very Best of Jodeci (Greatest Hits)
- 2015 : The Past, The Present, The Future

## Single
- 1991 : Forever My Lady
- 1991 : Gotta Love
- 1991 : Stay
- 1992 : Come and Talk to Me
- 1992 : I'm Still Waiting